# ماهاراجپور
ماهاراجپور (به انگلیسی: Maharajpur) یک منطقهٔ مسکونی در هند است که در بخش چتارپور واقع شده‌است. ماهاراجپور ۴٬۲۶۴ نفر جمعیت دارد و ۴۵۲ متر بالاتر از سطح دریا واقع شده‌است.